# Thompson Island (Grenadinen)
Thompson Island ist eine winzige Insel der Grenadinen und Teil des Staates St. Vincent und die Grenadinen. Sie liegt unmittelbar vor der Ostspitze von Union Island.

## Geographie
Thompson Island gehört zu den Grenadinen, einer Inselgruppe der Kleinen Antillen, verwaltungstechnisch gehört sie zum Parish Grenadines. Die Insel liegt nur wenige hundert Meter südlich des Union Island Airport im Thompson Reef und begrenzt zusammen mit Happy Island den Clifton Harbour nach Osten.